# The Redwood Sap
The Redwood Sap (titulado en español Odio el trabajo) es el trigésimo sexto cortometraje animado de la serie de cortos animados del Pájaro Loco. Lanzado en cines el 1 de octubre de 1951, el corto fue Walter Lantz Productions y distribuido por Universal International.

## Argumento
El Pájaro Loco (Grace Stafford) está haciendo su pasatiempo favorito, escribiendo un tomo sobre "Como evitar el trabajo", mientras todos sus amigos del bosque trabajan diligentemente para almacenar alimentos para el largo invierno que se avecina. Los otros animales del bosque le advierten que almacene comida, pero él no hace caso de sus advertencias. Con la primera nevada, la aflicción es de Loquillo, que se encuentra frío y hambriento durante el invierno, al estilo de La cigarra y la hormiga, congelándose mientras los animales le hacen bromas por su irresponsabilidad. Los animales lo sacan del hielo, pero Loquillo alegremente se va con su primitiva personalidad.